# Phyllis Smith
Phyllis Smith (San Luis, Misuri, 10 de julio de 1951) es una actriz estadounidense. Es conocida por su papel de Phyllis Lapin en la serie de NBC, The Office, que se emitió de 2005 a 2013 y por ser la voz original en inglés de Tristeza en Inside Out e Inside Out 2.

## Biografía y carrera

### Primeros años
Nació en el barrio The Hill, en la ciudad de San Luis, Misuri. Es graduada de licenciatura en educación primaria en la Universidad de Misuri-St. Louis en 1972.
En los años 1970 y 1980, trabajó como bailarina, animadora del equipo de fútbol San Louis Cardinals, y como artista de burlesque. Sobre esto último comentó: «no me desnudaba, pero usaba plumas». Se vio obligada a dejar la danza después de sufrir una lesión en la rodilla. 

### Incursión actoral
Smith, trabajó más tarde en Hollywood como actriz y en procesos de casting; en este contexto, trabajaba como ayudante de casting para The Office cuando le ofrecieron el papel de Phyllis Lapin, un personaje creado específicamente para ella, como una vendedora de voz suave que tiende a estar en desacuerdo con su jefe Michael Scott. Recibió el Screen Actors Guild Awards en 2006 y 2007 por dicho papel, en la categoría Mejor Interpretación de un Reparto en una serie de Comedia, junto al resto de sus compañeros de rodaje.
El 24 de junio de 2008, Smith se presentó con el elenco de The Office en Celebrity Family Feud.
En 2011, Smith interpretó un papel de relevancia en la película Bad Teacher, con Cameron Díaz, Justin Timberlake y Jason Segel.

## Filmografía

### Cine
- The 40-Year-Old Virgin (2005) - Madre de Andy
- I Want Someone to Eat Cheese With (2006) - OA Lady / Marsha
- Butter (2011) - Nancy
- Bad Teacher (2011) - Lynn
- Alvin and the Chipmunks: Chipwrecked (3D) (2011) - Azafata
- Inside Out (2015) - Tristeza (voz)
- Inside Out 2 (2024) - Tristeza (voz)

### Televisión
- The Office (2005-2013) - Phyllis Lapin
- Arrested Development (2005) - Carla
- The Office: The Accountants (2006) - Phyllis
- The Office: The Outburst (2008) - Phyllis
- The OA (2016) - Betty
- Dream Productions (2025) - Tristeza (voz)

## Premios y nominaciones
| Año  | Premio      | Categoría                                   | Por        | Resultado | Ref.  |
| ---- | ----------- | ------------------------------------------- | ---------- | --------- | ----- |
| 2007 | Premios SAG | Mejor reparto en serie de televisión cómica | The Office | Ganador   | [ 3 ] |
| 2008 | Premios SAG | Mejor reparto en serie de televisión cómica | The Office | Ganador   | [ 3 ] |
| 2009 | Premios SAG | Mejor reparto en serie de televisión cómica | The Office | Nominado  | [ 3 ] |
| 2010 | Premios SAG | Mejor reparto en serie de televisión cómica | The Office | Nominado  | [ 3 ] |
| 2011 | Premios SAG | Mejor reparto en serie de televisión cómica | The Office | Nominado  | [ 3 ] |